# Bror Chajil
Bror Chajil (hebrejsky בְּרוֹר חַיִל, v oficiálním přepisu do angličtiny Beror Hayil, přepisováno též Bror Hayil) je vesnice typu kibuc v Izraeli, v Jižním distriktu, v Oblastní radě Ša'ar ha-Negev.

## Geografie
Leží v nadmořské výšce 73 metrů v pobřežní nížině, v regionu Šefela, nedaleko severního okraje pouště Negev. Severně od vesnice protéká vodní tok Nachal Bror (s přítokem od severu Nachal Chelec), na jižní straně je to vádí Nachal Šikma. Severozápadně od kibucu se rozkládá pahorek Tel Bror.
Obec se nachází 15 kilometrů od břehu Středozemního moře, cca 58 kilometrů jihojihozápadně od centra Tel Avivu, cca 61 kilometrů jihozápadně od historického jádra Jeruzalému a 6 kilometrů severovýchodně od města Sderot. Bror Chajil obývají Židé, přičemž osídlení v tomto regionu je etnicky převážně židovské. 8 kilometrů západním směrem ale začíná pásmo Gazy s početnou arabskou (palestinskou) populací.
Bror Chajil je na dopravní síť napojen pomocí lokální silnice číslo 232, ze které severně od vesnice odbočuje lokální silnice číslo 352.

## Dějiny
Bror Chajil byl založen v roce 1948. Šlo o poslední židovskou osadu zřízenou v květnu 1948 ještě za mandátní Palestiny, před vyhlášením státu Izrael. Podle jiných výkladů šlo naopak o první osadu zbudovanou po vzniku Izraele. Jejími zakladateli byla skupina Židů z Egypta. Krátce po založení kibucu jej pak posílil příchod skupiny osadníků tvořené židovskými aktivisty sionistického hnutí ha-Bonim Dror z Brazílie (vesnice bývá někdy označována jako „brazilský kibuc v Izraeli“ a většina jejích obyvatel stále hovoří portugalsky).
Během války za nezávislost v roce 1948 zanikla arabská vesnice Burajr, jež do té doby stála nedaleko dnešního kibucu. Kibuc jménem navazuje na stejnojmenné židovské sídlo, které je tu připomínáno v Talmudu na přelomu letopočtu, v dobách Jochanana ben Zakaje. V databázi z konce 40. let 20. století se tato židovská vesnice alternativně nazývá Hassne.
Správní území obce dosahuje v současnosti 12 000 dunamů (12 kilometrů čtverečních). Z toho je 6500 dunamů (6,5 kilometrů čtverečních) zavlažovanou zemědělskou půdou. Vedení kibucu dlouhodobě umožňovalo svým členům volně hledat práci i mimo obec. Místní ekonomika se zaměřuje zčásti na zemědělství, dále na výpočetní techniku (softwarová firma). Rozvíjí se turistický ruch (lázeňství). V poslední době prošel kibuc privatizací a zbavil se prvků kolektivismu ve svém hospodaření. Fungují tu mateřské školy.

## Galerie

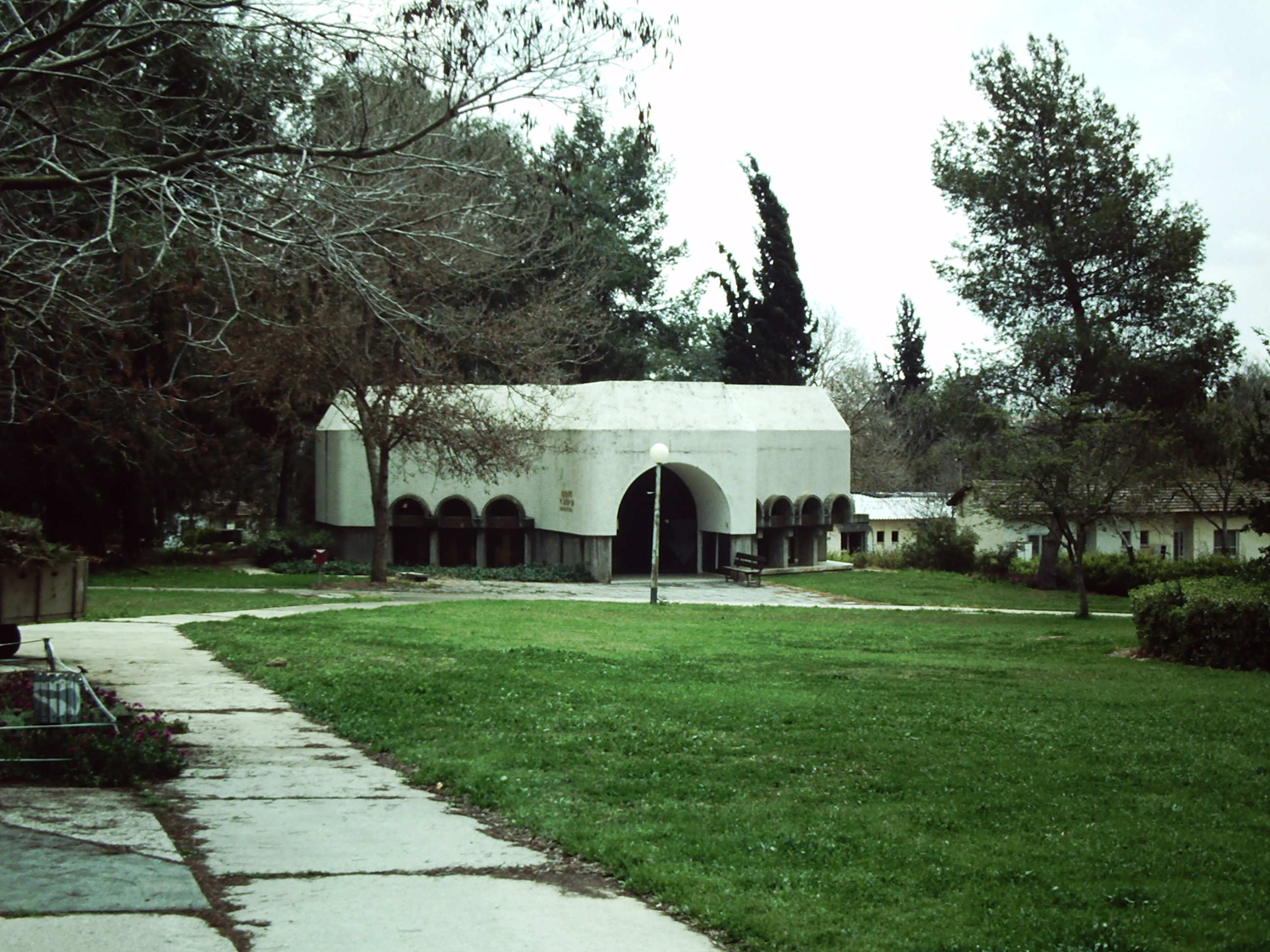
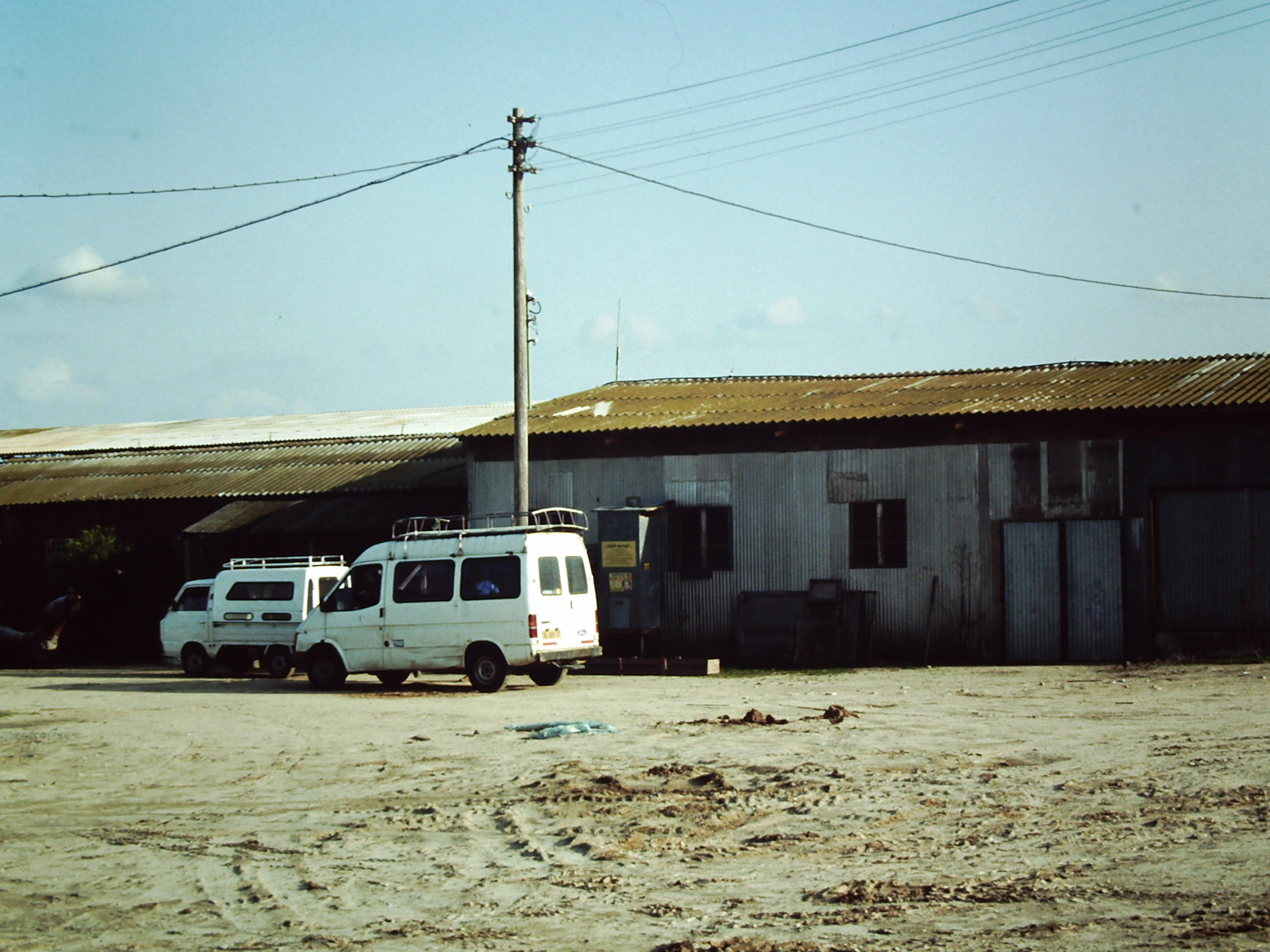
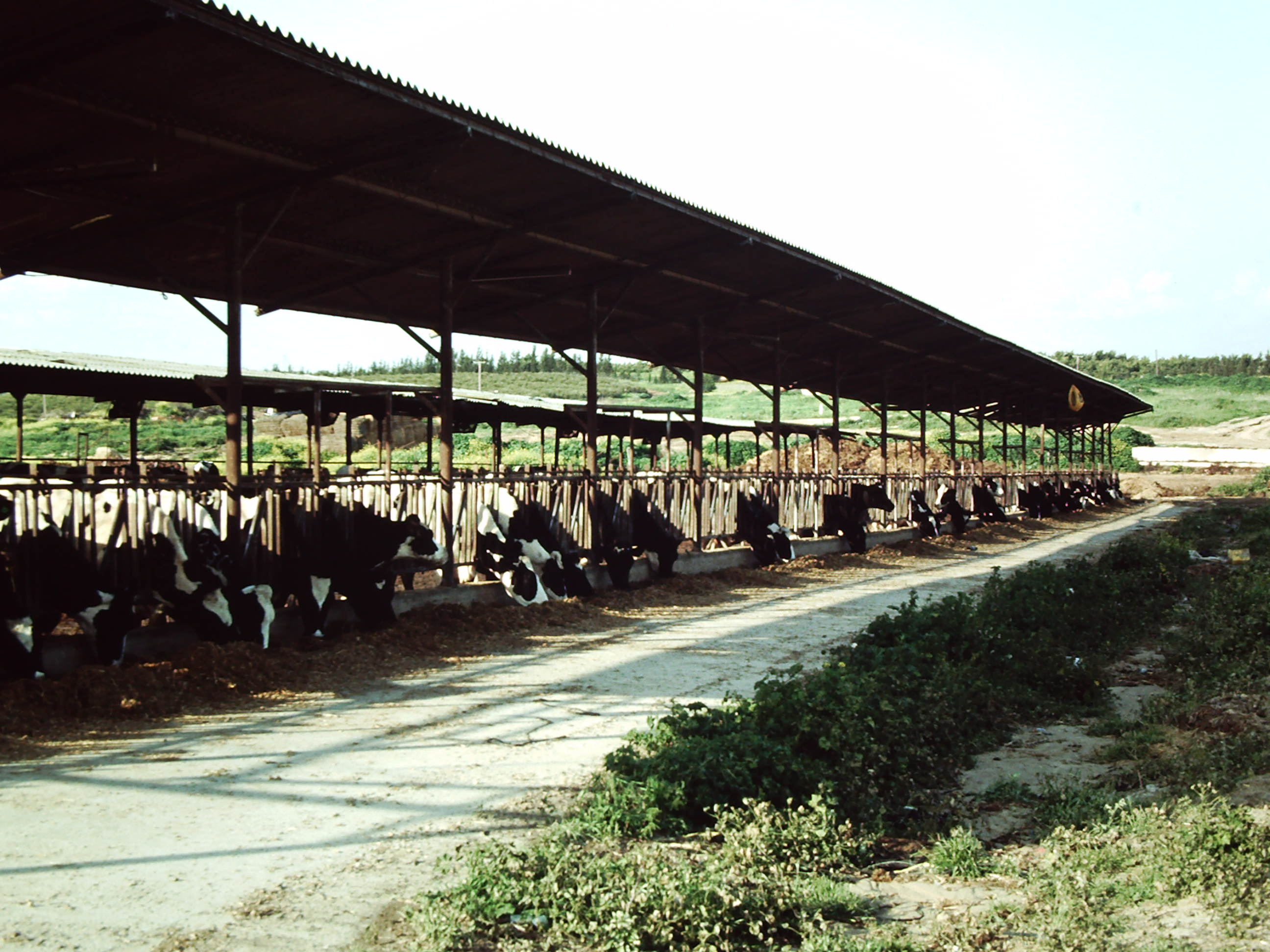
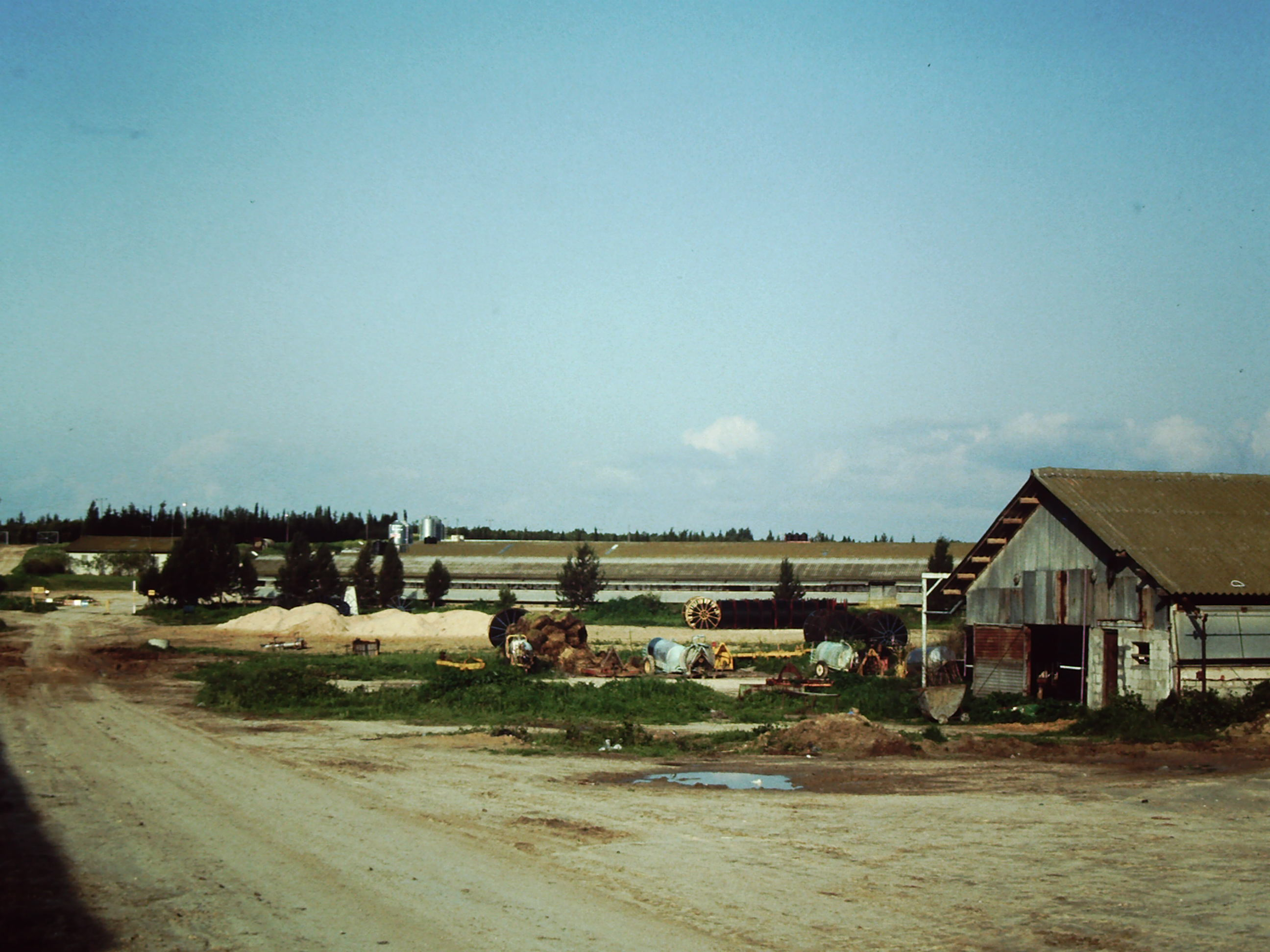

## Demografie
Podle údajů z roku 2014 tvořili naprostou většinu obyvatel v Bror Chajil Židé (včetně statistické kategorie „ostatní“, která zahrnuje nearabské obyvatele židovského původu ale bez formální příslušnosti k židovskému náboženství).
Jde o menší obec vesnického typu s dlouhodobě rostoucí populací. K 31. prosinci 2014 zde žilo 875 lidí. Během roku 2014 populace stoupla o 5,0 %.
| Rok            | 1948 | 1961 | 1972 | 1983 | 1995 | 2001 | 2003 | 2004 | 2005 | 2006 | 2007 | 2008 | 2009 | 2010 | 2011 | 2012 | 2013 | 2014 |
| -------------- | ---- | ---- | ---- | ---- | ---- | ---- | ---- | ---- | ---- | ---- | ---- | ---- | ---- | ---- | ---- | ---- | ---- | ---- |
| Počet obyvatel | 44   | 415  | 568  | 645  | 518  | 485  | 473  | 459  | 447  | 449  | 462  | 496  | 642  | 669  | 780  | 799  | 833  | 875  |